# 昭和郵便局
昭和郵便局（しょうわゆうびんきょく）
- 愛知県名古屋市昭和区にある郵便局。本記事で記述する。
- 東京都昭島市にある郵便局。局番号は01292。
- 山梨県中巨摩郡昭和町にある郵便局。局番号は08157。
- 奈良県大和郡山市にある郵便局。局番号は45159。
- 香川県綾歌郡綾川町にある郵便局。局番号は63017。

昭和簡易郵便局（しょうわかんいゆうびんきょく）
- 福島県大沼郡昭和村にある簡易郵便局。局番号は82855。

昭和郵便局（しょうわゆうびんきょく）は、愛知県名古屋市昭和区桜山町にある郵便局。民営化前の分類では集配普通郵便局であった。

## 概要

### 住所
- 466-8799：愛知県名古屋市昭和区桜山町6-105

全国の集配局の中で唯一、元号である「昭和」の名を冠していたことから、昭和54年3月21日の数字並びの際には、全国から「昭和 54.3.21」消印の記念押印依頼が殺到。その後も元号が変わるまで昭和55年5月5日や昭和56年7月8日といった特別な日付イベントの度に同様のことが繰り返された。

### 併設施設
- ゆうちょ銀行昭和店（名古屋支店昭和出張所）：取扱店番号21325

## 沿革
- 1936年（昭和11年）10月1日 - 中区桜山町六丁目に御器所郵便局（二等郵便局）として開局[1]。
- 1937年（昭和12年）10月1日 - 昭和郵便局に改称[2]。
- 1961年（昭和36年）11月1日 - 和文電報受付および電話通話業務を開始[3]。
- 1977年（昭和52年）3月 - 局舎新築。
- 1994年（平成6年）7月1日 - 外国通貨の両替および旅行小切手の売買に関する業務取扱を開始
- 2007年（平成19年）10月1日 - 民営化に伴い、併設された郵便事業昭和支店、ゆうちょ銀行昭和店に一部業務を移管。
- 2012年（平成24年）10月1日 - 日本郵便株式会社発足に伴い、郵便事業昭和支店を昭和郵便局に統合。

## 取扱内容

### 昭和郵便局
- 郵便、印紙、ゆうパック、内容証明
- 生命保険、バイク自賠責保険、自動車保険
- 地方公共団体事務（名古屋市バス・電車利用券等の交付）
- 「466-00xx」「466-08xx」区域（名古屋市昭和区の全域）の集配業務
- ゆうゆう窓口

### ゆうちょ銀行昭和店
- 貯金、貸付、為替、振替、振込、国際送金、外貨両替、国債、投資信託、変額年金保険
- ATM

## 周辺
- 名古屋市立大学川澄キャンパス・医学部附属病院
- 名古屋市立大学山の畑キャンパス
- 名古屋市博物館
- 名古屋大学留学生会館
- 名古屋市立向陽高等学校
- 享栄高等学校

## アクセス
- 名古屋市営地下鉄桜通線 桜山駅（2番出口）から徒歩で約2分。
- 名古屋市営バス「桜山」停留所下車。
- 名古屋高速3号大高線 高辻出入口から東へ約1.5km。
- 八熊通（愛知県道29号弥富名古屋線）および環状線（名古屋市道名古屋環状線）沿い。
- 駐車場あり：15台